# یودی‌آر
یودی‌آر (انگلیسی: UDR, Inc.) شرکت سرمایه‌گذاری املاک و مستغلات آمریکایی است، که در سال ۱۹۷۲ تأسیس شد.